# Judo na Letních olympijských hrách 2012
Soutěže v judu na LOH v Londýně probíhaly v hale ExCel v období 28. července - 3. srpna 2012.

## Průběh soutěží
Turnaje se zúčastnilo 387 judistů z 134 zemí + ostrov Curaçao, jehož zástupce startoval pod olympijskou vlajkou.

### Muži
V turnaji se ve výborném světle prezentovali zástupci Ruska a Jižní Koreje. Naopak s jedním slovem nepodařený se vrátili domů reprezentanti Ukrajiny, Ázerbájdžánu a Kazachstánu.

Předpokládanou zlatou medaili vyhráli Francouz Riner a Korejec Kim. Překvapivé zlaté medaile vyhráli Gruzínec Šavdatuašvili a Korejec Song, kteří však před turnajem patřili k černým koňům. Nejnečekanější medailistou byl Kanaďan Valois-Fortier, kterému se turnaj vysloveně podařil.

### Ženy
V turnaji ukázaly svojí sílu reprezentantky Francie, Brazílie, Rumunska a v dobré světle se předvedly zástupkyně Maďarska. Malou tragédii znamenal turnaj pro Japonky, které na rozdíl od svých mužských kolegů stále ženskému judu dominují. Na Olympijském turnaji však svoje prim postavení, až na jednu světlou výjimku, nepotvrzovaly. Z turnaje se určitě smutné vrátily reprezentantky Portugalska a Španělska.

Předpokládanou zlatou medaili vyhrály Japonka Macumoto a Francouzka Decossé. Se zlatem se nepočítalo u Severokorejky An a Slovinky Žolnir, které ovšem svojí vysokou kvalitu mají. Nejnečekanější medaili získaly Němka Thiele a Britka Gibbons.

### Česká stopa
Turnaje se účastnili tři čeští judisté:
- Jaromír Ježek - prohrál ve druhém kole v kategorii do 73 kg. Obsadil konečné 8. místo pod diskvalifikaci Američana Delpopola[2].
- Jaromír Musil - prohrál v prvním kole v kategorii do 81 kg. Obsadil konečné 17 místo.
- Lukáš Krpálek - prohrál ve čtvrtfinále a následně i v opravách v kategorii do 100 kg. Obsadil konečné 7. místo.

## Medailisté

### Muži
| Kategorie | Zlato                             | Stříbro                                 | Bronz                                    | Bronz                                 |
| --------- | --------------------------------- | --------------------------------------- | ---------------------------------------- | ------------------------------------- |
| - 60 kg   | Arsen Galsťan · Rusko (RUS)       | Hiroaki Hiraoka · Japonsko (JPN)        | Felipe Kitadai · Brazílie (BRA)          | Rišad Sabirov · Uzbekistán (UZB)      |
| - 66 kg   | Laša Šavdatuašvili · Gruzie (GEO) | Miklós Ungvári · Maďarsko (HUN)         | Masaši Ebinuma · Japonsko (JPN)          | Čo Čun-ho · Jižní Korea (KOR)         |
| - 73 kg   | Mansur Isajev · Rusko (RUS)       | Riki Nakaja · Japonsko (JPN)            | Sajndžargalyn Ňam-Očir · Mongolsko (MGL) | Ugo Legrand · Francie (FRA)           |
| - 81 kg   | Kim Če-pom · Jižní Korea (KOR)    | Ole Bischof · Německo (GER)             | Ivan Nifontov · Rusko (RUS)              | Antoine Valois-Fortier · Kanada (CAN) |
| - 90 kg   | Song Te-nam · Jižní Korea (KOR)   | Asley González · Kuba (CUB)             | Ilias Iliadis · Řecko (GRE)              | Masaši Nišijama · Japonsko (JPN)      |
| - 100 kg  | Tagir Chajbulajev · Rusko (RUS)   | Najdangín Tüvšinbajar · Mongolsko (MGL) | Dmitrij Peters · Německo (GER)           | Henk Grol · Nizozemsko (NED)          |
| + 100 kg  | Teddy Riner · Francie (FRA)       | Alexandr Michajlin · Rusko (RUS)        | Andreas Tölzer · Německo (GER)           | Rafael Silva · Brazílie (BRA)         |

### Ženy
| Kategorie | Zlato                                            | Stříbro                                 | Bronz                                          | Bronz                             |
| --------- | ------------------------------------------------ | --------------------------------------- | ---------------------------------------------- | --------------------------------- |
| - 48 kg   | Sarah Menezesová · Brazílie (BRA)                | Alina Dumitruová · Rumunsko (ROU)       | Charline Van Snicková · Belgie (BEL)           | Éva Csernoviczká · Maďarsko (HUN) |
| - 52 kg   | An Kum-e · Severní Korea (PRK)                   | Yanet Bermoyová · Kuba (CUB)            | Rosalba Forcinitiová · Itálie (ITA)            | Priscilla Gnetová · Francie (FRA) |
| - 57 kg   | Kaori Macumotová · Japonsko (JPN)                | Corina Căprioriuová · Rumunsko (ROU)    | Marti Malloyová · Spojené státy americké (USA) | Automne Paviaová · Francie (FRA)  |
| - 63 kg   | Urška Žolnirová · Slovinsko (SLO)                | Sü Li-Li · Čína (CHN)                   | Jošie Uenová · Japonsko (JPN)                  | Gévrise Émaneová · Francie (FRA)  |
| - 70 kg   | Lucie Décosseová · Francie (FRA)                 | Kerstin Thieleová · Německo (GER)       | Yuri Alvearová · Kolumbie (COL)                | Edith Boschová · Nizozemsko (NED) |
| - 78 kg   | Kayla Harrisonová · Spojené státy americké (USA) | Gemma Gibbonsová · Velká Británie (GBR) | Audrey Tcheuméová · Francie (FRA)              | Mayra Aguiarová · Brazílie (BRA)  |
| + 78 kg   | Idalis Ortízová · Kuba (CUB)                     | Mika Sugimotová · Japonsko (JPN)        | Karina Bryantová · Velká Británie (GBR)        | Tchung Wen · Čína (CHN)           |

## Přehled medailí
| Pořadí | Země                   | Zlato | Stříbro | Bronz | Celkově |
| ------ | ---------------------- | ----- | ------- | ----- | ------- |
| 1.     | Rusko                  | 3     | 1       | 1     | 5       |
| 2.     | Francie                | 2     | 0       | 5     | 7       |
| 3.     | Jižní Korea            | 2     | 0       | 1     | 3       |
| 4.     | Japonsko               | 1     | 3       | 3     | 7       |
| 5.     | Kuba                   | 1     | 2       | 0     | 3       |
| 6.     | Brazílie               | 1     | 0       | 3     | 4       |
| 7.     | Spojené státy americké | 1     | 0       | 1     | 2       |
| 8.     | Gruzie                 | 1     | 0       | 0     | 1       |
| 8.     | Severní Korea          | 1     | 0       | 0     | 1       |
| 8.     | Slovinsko              | 1     | 0       | 0     | 1       |
| 11.    | Německo                | 0     | 2       | 2     | 4       |
| 12.    | Rumunsko               | 0     | 2       | 0     | 2       |
| 13.    | Čína                   | 0     | 1       | 1     | 2       |
| 13.    | Velká Británie         | 0     | 1       | 1     | 2       |
| 13.    | Maďarsko               | 0     | 1       | 1     | 2       |
| 13.    | Mongolsko              | 0     | 1       | 1     | 2       |
| 17.    | Nizozemsko             | 0     | 0       | 2     | 2       |
| 18.    | Belgie                 | 0     | 0       | 1     | 1       |
| 18.    | Kanada                 | 0     | 0       | 1     | 1       |
| 18.    | Kolumbie               | 0     | 0       | 1     | 1       |
| 18.    | Řecko                  | 0     | 0       | 1     | 1       |
| 18.    | Itálie                 | 0     | 0       | 1     | 1       |
| 18.    | Uzbekistán             | 0     | 0       | 1     | 1       |
| Celkem | Celkem                 | 14    | 14      | 28    | 56      |

## Důležité změny pravidel proti předchozím LOH v Pekingu 2008
- Změna systému kvalifikace na hry podle žebříčku vydávaném Mezinárodní Federací Juda (IJF).
- Změna systému bodování. Snížení hodnocení na tři úrovně → zrušení Koky.
- Změna systému napomínaní. První napomínání neznamená bodovou ztrátu.
- Změna systému oprav. V rámci urychlení a přehlednějšího konečného pořadí do oprav postupují pouze poražení ze čtvrtfinále. Zanikl tak dřívější systém, ve kterém poražení v prvních kolech drželi palce svému přemožiteli aby došel co nejdále.
- Zákaz úchopu soupeře za spodní část těla (pod pasem níže). Uchopení za nohu je povoleno pouze případě obrany kdy protivník jeví snahu o provedení techniky.
- Změna délky časové doby v prodloužení z 5 minut na 3 minuty.
- Zavedení tzv. čtvrtého videorozhodčího, který kontroluje a v případě potřeby opravuje ohodnocené techniky.